# St. Wonnow-templom
A St. Wonnow-templom (angolul: Church of St Wonnow) a walesi Wonastow (Monmouthtól 3,2 kilométernyire délnyugati irányban fekvő kis falu) anglikán temploma. A templom II*. kategóriás brit műemléknek (British Listed Building) számít.

## Története
A templom névadója Szent Winwaloe (helyi nevén Szent Wonnow), aki egy 6. századi bretagne-i szent volt, és akinek kultuszát Nagy-Britanniában Szent Gwenhael honosította meg, aki őt követte Landévennec apátja tisztében. Az első wonastowi templomot valószínűleg a 7. században építették, amikor Cynfwr ap Iago a falut, a templommak együtt a llandaffi egyházmegyének ajándékozta.
A mai templom egyes részei valószínűleg a 12. századból származnak. A szentély úgynevezett merőleges gótikus stílusú. A templom a vidéken divatos régi vöröshomokkőből épült négyszögletes ablakokkal és szamárhátú boltívekkel. A tető négy pár nyeregfa tartja. Ezeket 1977-ben restaurálták. A templom belsőjének egyik fő látnivalója az 1637-ben elhunyt George Milborne síremléke.
A templomot az 1860-as években újították fel teljesen. Tornya 1865-ben épült meg. További felújítási munkálatokat az 1880-as években végeztek rajta a közeli Wonastow Court-ban élő Sir John és Lady Adela Searle jóvoltából. Támogatásukkal épült meg 1909-ben a veranda, az ikonosztáz és az oltár hátsó falát alkotó faragott dísz 1913-ban. Ugyancsak az ő támogatásukkal készültek el a festett ablakok és az új oltár.

## Fordítás
- Ez a szócikk részben vagy egészben  a   Church of St Wonnow, Wonastow című angol Wikipédia-szócikk ezen változatának fordításán alapul.  Az eredeti cikk szerkesztőit annak laptörténete sorolja fel. Ez a jelzés csupán a megfogalmazás eredetét és a szerzői jogokat jelzi, nem szolgál a cikkben szereplő információk forrásmegjelöléseként.